# Каменка (Сланцевский район)
Каменка — деревня в Сланцевском городском поселении Сланцевского района Ленинградской области.

## История
По состоянию на 1 августа 1965 года деревня Каменка входила в состав Пелешского сельсовета Кингисеппского района.
По данным 1973 года деревня Каменка входила в состав Пелешского сельсовета Сланцевского района.
По данным 1990 года деревня Каменка входила в состав Гостицкого сельсовета.
В 1997 году в деревне Каменка Гостицкой волости проживали 26 человек, в 2002 году — 25 человек (все русские).
В 2007 году в деревне Каменка Сланцевского ГП проживали 16 человек, в 2010 году — 12.

## География
Деревня расположена в центральной части района на автодороге 41К-164 (Сланцы — Втроя).
Расстояние до административного центра поселения — 5,5 км.
Расстояние до железнодорожной платформы Сланцы — 7 км.

## Демография
| 2007 | 2010 | 2017 |
| ---- | ---- | ---- |
| 16   | ↘12  | ↘11  |